# Balvan Point
Der Balvan Point (englisch; bulgarisch нос Балван nos Balwan) ist eine felsige Landspitze an der Nordenskjöld-Küste des Grahamlands im Norden der Antarktischen Halbinsel. Sie bildet 4,35 km nördlich des Pedersen-Nunataks, 33,7 km nordöstlich des Kap Fairweather, 2,7 km südöstlich des Sentinel-Nunataks und 10,27 km südsüdwestlich des Richard Knoll die Südseite der Einfahrt zur Solari Bay.
Kartiert wurde sie 2012. Die bulgarische Kommission für Antarktische Geographische Namen benannte sie 2013 nach der Ortschaft Balwan im Norden Bulgariens.